# Rhamphochromis ferox
Rhamphochromis ferox är en fiskart som beskrevs av Regan 1922. Rhamphochromis ferox ingår i släktet Rhamphochromis och familjen Cichlidae. IUCN kategoriserar arten globalt som otillräckligt studerad. Inga underarter finns listade i Catalogue of Life.